# Samtgemeinde Sögel
Die Samtgemeinde Sögel ist ein Gemeindeverband im niedersächsischen Emsland. Sie entstand 1974 durch den Zusammenschluss zahlreicher kleinerer Orte. Sögel war vor 1932 Sitz des  Landkreises Hümmling und im 18. Jahrhundert eines noch größeren Verwaltungsgebietes, wie der Flussname Sagter Ems (von „Sögeler Ems“) zeigt.
Sögel ist flächenmäßig die größte Kommune im Emsland, mit ca. 16.144 Einwohnern (Stand: 31. Dezember 2015).

## Geografie

### Geografische Lage
Die Samtgemeinde Sögel umfasst den größten Teil der Geestlandschaft Hümmling. Fünfzehn Kilometer westlich des Kernortes verläuft die Ems, 16 km südlich die Hase. Durch die Samtgemeinde Sögel fließt die Nordradde, diese fließt von Spahnharrenstätte bis an die Ems und ist 38 km lang.
Die Samtgemeinde liegt auf 35 m ü. NN.

### Nachbargemeinden
Die Samtgemeinde grenzt im Norden an die Samtgemeinde Nordhümmling, im Osten an die Samtgemeinde Werlte, im Süden an die Samtgemeinde Herzlake und die Städte Haselünne und Meppen und im Westen an die Stadt Haren und die Samtgemeinden Lathen und Dörpen.

### Die Gemeinden
(Einwohner am 31. Dezember 2023)
|  | 1. Börger (2925) 2. Groß Berßen (722) 3. Hüven (549) 4. Klein Berßen (1174) 5. Sögel (7756) 6. Spahnharrenstätte (1572) 7. Stavern (1077) 8. Werpeloh (1170) |

## Politik

### Samtgemeinderat
Der Samtgemeinderat hat 32 gewählte Mitglieder, dazu kommt der direkt gewählte Samtgemeindebürgermeister. Dies ist die festgelegte Anzahl für eine Samtgemeinde mit einer Einwohnerzahl zwischen 15.001 und 20.000 Einwohnern. Die Ratsmitglieder werden durch eine Kommunalwahl für jeweils fünf Jahre gewählt. Die aktuelle Amtszeit begann am 1. November 2021 und endet am 31. Oktober 2026.
Ihm gehören seit der Kommunalwahl am 12. September 2021 sechs Parteien bzw. Wählergemeinschaften an.
- CDU – 17 Sitze
- SPD – 8 Sitze
- Unabhängige Wähler Gemeinschaft Samtgemeinde Sögel (UWG) – 3 Sitze
- GRÜNE – 2 Sitze
- FDP – 1 Sitz
- Werpeloher Liste (WL) – 1 Sitz

### Samtgemeindebürgermeister
Bei der Wahl zum hauptamtlichen Samtgemeindebürgermeister am 12. September 2021 wurde Frank Klaß (parteilos) mit 50,82 % der Stimmen gewählt. Sein Gegenkandidat Dr. Niels Gepp (CDU) erhielt 49,18 % der Stimmen. Die Wahlbeteiligung lag bei 60,36 %. Klaß trat seine Amtszeit am 1. November 2021 an.

### Vertreter im Land- und Bundestag
Die Samtgemeinde ist Teil des Landtagswahlkreis Papenburg. Er umfasst neben der Stadt Papenburg auch die Gemeinden Rhede (Ems) und die Samtgemeinden Dörpen, Lathen, Nordhümmling, Sögel und Werlte. Zur Landtagswahl in Niedersachsen 2013 traten fünf Direktkandidaten an. Direkt gewählter Abgeordneter ist Bernd Busemann (CDU). Der Wahlkreis trug die Wahlkreisnummer 82.
Sögel gehört zum Bundestagswahlkreis Unterems (Wahlkreis 25), der aus dem Landkreis Leer und dem nördlichen Teil des Landkreises Emsland besteht. Der Wahlkreis wurde zur Bundestagswahl 1980 neu zugeschnitten und ist seitdem unverändert. Bislang setzten sich in diesem Wahlkreis als Direktkandidaten ausschließlich Vertreter der CDU durch. IBei der Bundestagswahl 2021 wurde die CDU-Abgeordneten Gitta Connemann aus Leer direkt wiedergewählt. Über Listenplätze der Parteien zogen Anja Troff-Schaffarzyk (SPD) und Julian Pahlke (Grüne) aus dem Wahlkreis in den Bundestag ein.

### Wappen
Blasonierung: „Unter im Dreibogenschnitt geteiltem goldenen Schildhaupt, darin eine waagerechte rote Hirschstange; in Grün acht aufrechte silberne Eicheln im Verhältnis 3:3:2.“
Beschreibung: Die Hirschstange erinnert an das Schloss Clemenswerth sowie die großen Jagdgebiete in der Gemeinde. Die acht Eicheln stehen für die Mitgliedsgemeinden und symbolisieren gleichzeitig den Waldreichtum.